# ویترین تولیدکنندگان
ویترین تولیدکنندگان یک مجموعه تلویزیونی گلچین آمریکایی است که در دهه ۱۹۵۰ به صورت رنگی توسط ان‌بی‌سی زنده از تلویزیون پخش شد. هر قسمت به مدت ۹۰ دقیقه ژانرهای متنوعی را پوشش می‌داد. قسمت‌های سریال چهارمین دوشنبه هر ماه در ساعت ۸ بعد از ظهر به وقت آمریکا پخش شدند و پخش سریال به مدت سه فصل، از ۱۸ اکتبر ۱۹۵۴ آغاز شد و تا ۲۷ مه ۱۹۵۷ و پخش ۳۷امین و آخرین قسمت ادامه داشت.

## تولید
ویترین تولیدکنندگان هفت جایزه امی از جمله جایزه بهترین سریال دراماتیک ۱۹۵۶ را دریافت کرد.